# Paizay-Naudouin-Embourie
Paizay-Naudouin-Embourie är en kommun i departementet Charente i regionen Nouvelle-Aquitaine i västra Frankrike. Kommunen ligger  i kantonen Villefagnan som ligger i arrondissementet Confolens. År 2022 hade Paizay-Naudouin-Embourie 351 invånare.

## Befolkningsutveckling
Antalet invånare i kommunen Paizay-Naudouin-Embourie
Referens:INSEE